# Fenomen (TV-serie)
Fenomen är en TV-serie på Kanal 5 som hade premiär den 27 mars 2011 kl. 20.00. Där tävlar svenska mentalister och illusionister mot varandra i ett format som av TV-kanalen beskrivs som: "Ett Idol för mentalister? Ja, ungefär!" Uri Geller är enväldig jury och som programledare figurerar Sofia Wistam och Claes Åkeson. Programmet var från början 90 minuter långt men kortades ner till 60 minuter. Man minskade också de 10 planerade avsnitten till 8. Detta på grund av för få tittare. Programmet är baserat på The Successor – The Search of the Next Uri Geller. Vinnare blev Riku Koponen och fick då 100 000 kr. I finalen tävlade han mot Henrik Silver.